# Ryozo Suzuki
Ryozo Suzuki, född 16 juli 1939 i Japan, är en japansk tidigare fotbollsspelare.